# Tô Tiên
Tô Tiên (chữ Hán giản thể: 苏仙区, bính âm: Suxian Qu) là một quận thuộc địa cấp thị Sâm Châu tỉnh Hồ Nam, Cộng hòa Nhân dân Trung Hoa. Quận này có diện tích 1357 ki-lô-mét vuông, dân số 340.000 người (năm 2003). Mã số bưu chính là 423000. Chính quyền quận đóng ở. Về mặt hành chính, quận này được chia thành 2 nhai đạo, 8 trấn và 9 hương:
- Nhai đạo biện sự xứ: Tô Tiên, Nam Tháp.
- Trấn: Kiều Khẩu, Lương Điền, Thê Phượng Độ, Ao Thượng, Hứa Gia Động, bạch Lộc Động, Ngũ Lý Bài.
- Hương: Cương Cước, Liêu Vương Bình, Mã Đầu Lĩnh, Hà Diệp Bình, Đường Khê, Thái Bình, Đặng Gia Đường, Liêu Gia Loan, Đại Khuê Thượng.